# Sina Frei
Sina Frei (* 18. Juli 1997 in Männedorf) ist eine Schweizer Radsportlerin, die Mountainbike- und Cyclocrosswettbewerbe sowie Rennen auf der Strasse bestreitet.

## Sportliche Laufbahn
Sina Frei begann ihre sportliche Laufbahn mit Ballett und Turnen, später mit Fussball, bis sie im Alter von zwölf Jahren durch ihren Vater zum Radsport gebracht wurde.
2013 errang Frei ihre ersten nationalen Jugend-Titel auf dem Mountainbike sowie im Querfeldein- und im Strassenrennen. Von 2014 bis 2016 wurde sie drei Mal in Folge Schweizer Querfeldein-Meisterin der Elite, 2014 und 2015 wurde sie nationale Strassenmeisterin der Juniorinnen. 2014 startete sie bei den Strassenweltmeisterschaften im Rennen der Juniorinnen und belegte Platz elf. Beim tschechischen Elite-Etappenrennen Gracia Orlová gewann sie 2018 die Bergwertung.
Ihre erfolgreichste Disziplin ist jedoch das Mountainbike in der Disziplin Cross Country (XCO). 2015 wurde sie Junioren-Europameisterin und von 2016 bis 2019 vier Mal in Folge U23-Europameisterin. 2017 und 2019 holte sie den Weltmeistertitel in der Klasse U23. Drei Mal in Folge wurde die Schweizer Mannschaft von 2017 bis 2019 mit Sina Frei in ihren Reihen Weltmeister im Team Relay (Staffel).
Im Januar 2021 wechselte Frei von Ghost Racing zum amerikanischen XCO-MTB-Team Specialized Racing. Ab 2022 fuhr sie zudem für das Team SD Worx.
Im Mai 2021 qualifizierte sie sich für einen Startplatz bei den Olympischen Sommerspielen in Tokio im Cross-Country und gewann dort bei einem historischen Dreifachsieg für die Schweiz hinter Jolanda Neff und vor Linda Indergand die Silbermedaille.
Im August wurde die 24-Jährige im italienischen Val di Sole Mountainbike-Weltmeisterin im Short-Track-Rennen vor der Britin Evie Richards und der Französin Pauline Ferrand-Prévot und Dritte im Cross-Country.

## Ehrungen
- Swiss Cycling Awards Nachwuchssportlerin 2016, 2017
- Swiss Cycling Awards Mannschaft 2018, 2019
- SRF 3 Best Talent Sport 2019[7]

## Erfolge

### Mountainbike
| 2013 - Schweizer Jugend-Meisterin – XCO 2014 - Junioren-Weltmeisterschaft – XCO - Junioren-Europameisterschaft – XCO 2015 - Junioren-Europameisterin – XCO 2016 - U23-Weltmeisterschaft – XCO - Weltmeisterschaft – Team Relay - U23-Gesamtweltcupsiegerin XCO - U23-Europameisterin – XCO - Schweizer U23-Meisterin – XCO 2017 - Weltmeisterin – Team Relay - U23-Weltmeisterin – XCO - U23-Europameisterin – XCO - Schweizer U23-Meisterin – XCO | 2018 - Weltmeisterin – Team Relay - U23-Weltmeisterschaft – XCO - U23-Gesamtweltcupsiegerin XCO - Europameisterschaft – Team Relay - U23-Europameisterin – XCO 2019 - Weltmeisterin – Team Relay - U23-Weltmeisterin – XCO - U23-Europameisterin – XCO - Schweizer U23-Meisterin – XCO 2021 - Olympia – Cross-Country – XCO - Weltmeisterin – Short-Track – XCC - Weltmeisterschaft – XCO 2024 - UCI XCC World Cup Lake Placid – Short-Track – XCC |

| 2013 - Schweizer Jugend-Meisterin 2014 - Schweizer Meisterin 2015 - Schweizer Meisterin 2016 - Schweizer Meisterin | 2013 - Schweizer Jugend-Meisterin – Strassenrennen 2014 - Schweizer Junioren-Meisterin – Strassenrennen 2015 - Schweizer Junioren-Meisterin – Strassenrennen |